# Grésigny-Sainte-Reine
Grésigny-Sainte-Reine ist eine französische Gemeinde mit 147 Einwohnern (Stand 1. Januar 2022) im Département Côte-d’Or in der Region Bourgogne-Franche-Comté. Sie gehört zum Kanton Montbard und zum gleichnamigen Arrondissement Montbard. 
Sie grenzt im Norden und im Osten an Bussy-le-Grand, im Südosten an Darcey und Flavigny-sur-Ozerain, im Süden an Alise-Sainte-Reine, im Südwesten an Venarey-les-Laumes und im Westen an Ménétreux-le-Pitois.

## Bevölkerungsentwicklung
| Jahr                       | 1962 | 1968 | 1975 | 1982 | 1990 | 1999 | 2008 | 2016 |
| -------------------------- | ---- | ---- | ---- | ---- | ---- | ---- | ---- | ---- |
| Einwohner                  | 177  | 167  | 179  | 153  | 138  | 153  | 133  | 142  |
| Quellen: Cassini und INSEE |      |      |      |      |      |      |      |      |